# Clichy
Clichy (neuradno tudi Clichy-la-Garenne) je severno predmestje Pariza in občina v osrednjem francoskem departmaju Hauts-de-Seine regije Île-de-France. Leta 1999 je imelo naselje 50.179 prebivalcev.
V Clichyju se nahaja nekaj svetovno znanih podjetij, med drugim skupina L'Oreal, vodeče kozmetično podjetje, BIC (proizvajalec pisal), Sony (elektronika, glasba). Naselje je ena najgosteje naseljenih občin v Evropi.

## Administracija
Clichy je sedež istoimenskega kantona, v katerega je vključen večji sredinski in severni del občine Clichy s 37.947 prebivalci, medtem ko je preostali južni del občine vključen v kanton Levallois-Perret-Sever.

## Zgodovina
Ime Clichy je bil prvič zapisan v 6. stoletju kot Clippiacum, kasneje spremenjen v Clichiacum. V 13. stoletju je Clichyjska ravnina bila uporabljena za vzrejo kuncev, tako je kraj postal znan pod imenom Clichy-la-Garenne. Med 1793 in 1795 je bil začasno imenovan v Clichy-la-Patriote, po francoski revoluciji pa je bil uradno poimenovan samo kot Clichy.
Clichy je bil glavno mesto merovingov, v času vladavine Dagoberta I.
Leta 1830 je bil del ozemlja Clichy priključen občini Batignolles-Monceau. 1. januarja 1860 je Pariz ob svojem povečanju ozemlja pridobil večino slednje občine, ki je postala del 17. pariškega okrožja, majhen del njenega ozemlja pa je bil vrnjen Clichyju. 11. januarja 1867 je del Clichyja skupaj z delom ozemlja občine Neuilly-sur-Seine tvoril novo občino Levallois-Perret.

## Pobratena mesta
- Heidenheim (Nemčija),
- Sankt Pölten (Avstrija).